# فيكتور كوستيلو
فيكتور كوستيلو (بالإنجليزية: Victor Costello)‏ هو منافس ألعاب قوى وصحفي أيرلندي، ولد في 23 أكتوبر 1970 في دبلن في جمهورية أيرلندا.

## وصلات خارجية
- فيكتور كوستيلو على موقع الاتحاد الدولي لألعاب القوى (الإنجليزية)
- فيكتور كوستيلو عل موقع إسبنسكروم (الإنجليزية)
- فيكتور كوستيلو على موقع اللجنة الأولمبية الدولية (الإنجليزية)
- فيكتور كوستيلو على موقع أوليمبيديا (الإنجليزية)